# ألعاب إغريقية
ألعاب إغريقية هي المغامرة السابعة من مغامرات عبير عبد الرحمن، حيث تذهب لزمن الإغريق، وتلعب دور برسفوني الحسناء، ابنة ديميترا، ويختطفها بلوتو حاكم مملكة الموتى، لأنه بحاجة لفتاة كي يتزوجها، وتغضب ديميترا والدة برسفوني وتطلب من زيوس شقيق بلوتو بأن يحضر ابنتها، وهناك يأتي محارب من كريت اسمه بيرياسوس كي يحرر برسفوني لأنه أحبها وأراد أن يتزوجها، فيسمح له بلوتو بشرط أن يتخطى عشرة أهوال من دون أن يموت أو تموت برسفوني.